# Vajsov misal
Vajsov misal, punim imenom Rimski misal slověnskim jezikom prěsv. g. Urbana papi VIII. povelěnjem izdan (lat. Missale Romanum slavonico idiomate ex decreto sacrosancti Concilii Tridentini), jest staroslavenska transliteracija Tridentskog Rimskog misala, tiskana 1927. odobrenjem Svete Stolice u Vatikanskoj poliglotskoj tiskari, u nakladi od 3000 primjeraka, na 876 stranica. Sadrži i proslov pape Urbana VIII. Ad perpetuam rei memoriam te predgovor Biskupske konferencije Jugoslavije. Nastao je na temelju Parčićeva misala iz 1893. Nazvan je prema češkomu filologu Josefu Vajsu, priređivaču trećega izdanja Parčićeva misala.